# Saltos ornamentais nos Jogos Olímpicos de Verão de 2020 - Trampolim 3 m individual masculino
A competição do trampolim de 3 m individual masculino dos saltos ornamentais nos Jogos Olímpicos de Verão de 2020 foi realizada em 2 e 3 de agosto de 2021, no Centro Aquático de Tóquio, em Tóquio. Um total de 29 saltadores de 20 Comitês Olímpicos Nacionais (CON) participaram do evento.

## Qualificação
Os doze melhores saltadores do Campeonato Mundial de Esportes Aquáticos de 2019 ganharam uma vaga para seu respectivo CON. O primeiro colocado em cada um dos cinco campeonatos continentais também garantiram uma vaga (excluindo aqueles que conquistaram a vaga pelo Campeonato Mundial e saltadores de CONs que já haviam conquistado duas vagas). As vagas restantes foram para os melhores colocados da Copa do Mundo de Saltos Ornamentais de 2020 (com as mesmas limitações) até que o número máximo de vagas fosse alcançado.
Cada saltador deveria ter pelo menos 14 anos até o final de 2020 para poder competir.

## Formato
A competição foi realizada em três fases:
- Preliminar: Todos os saltadores realizam seis saltos; os 18 melhores avançam a semifinal.
- Semifinal: Os saltadores classificados realizam seis saltos; as pontuações da fase preliminar são desconsideradas e os doze melhores avançam a final.
- Final: Os saltadores classificados realizam seis saltos; as pontuações da semifinal são desconsideradas e os três melhores conquistam as medalhas de ouro, prata e bronze, respectivamente.

Em cada rodada de saltos, pelo menos um deve ser de cada um dos cinco grupos (para frente, de costas, revirado, ponta pé a lua e parafuso). O sexto salto pode ser de qualquer grupo, mas não podendo repetir nenhum dos saltos anteriores já realizados.

## Calendário
Horário local (UTC+9)
| Dia                 | Horário | Fase       |
| ------------------- | ------- | ---------- |
| 2 de agosto de 2021 | 15:00   | Preliminar |
| 3 de agosto de 2021 | 10:00   | Semifinal  |
| 3 de agosto de 2021 | 15:00   | Final      |

## Medalhistas
| Ouro   | CHN Xie Siyi      |
| Prata  | CHN Wang Zongyuan |
| Bronze | GBR Jack Laugher  |

## Resultados
Um total de 29 saltadores competiram, com os três melhores colocados na final garantindo as medalhas.
| Pos.              | Saltadores         | CON                      | Preliminar | Preliminar | Semifinal   | Semifinal   | Final       | Final       | Final       | Final       | Final       | Final       | Final       |
| Pos.              | Saltadores         | CON                      | Pontos     | Pos.       | Pontos      | Pos.        | Salto 1     | Salto 2     | Salto 3     | Salto 4     | Salto 5     | Salto 6     | Pontos      |
| ----------------- | ------------------ | ------------------------ | ---------- | ---------- | ----------- | ----------- | ----------- | ----------- | ----------- | ----------- | ----------- | ----------- | ----------- |
| Medalha de ouro   | Xie Siyi           | CHN China                | 520.90     | 2          | 543.45      | 1           | 91.80       | 89.10       | 86.40       | 94.50       | 94.35       | 102.60      | 558.75      |
| Medalha de prata  | Wang Zongyuan      | CHN China                | 531.30     | 1          | 540.50      | 2           | 86.70       | 84.00       | 85.80       | 84.00       | 91.80       | 102.60      | 534.90      |
| Medalha de bronze | Jack Laugher       | GBR Grã-Bretanha         | 445.05     | 6          | 514.75      | 3           | 85.00       | 85.75       | 81.60       | 81.00       | 96.90       | 87.75       | 518.00      |
| 4                 | Woo Ha-ram         | KOR Coreia do Sul        | 452.45     | 5          | 403.15      | 12          | 76.50       | 81.60       | 91.20       | 82.25       | 68.40       | 81.90       | 481.85      |
| 5                 | Evgeny Kuznetsov   | ROC                      | 444.75     | 7          | 453.85      | 5           | 74.80       | 78.20       | 76.05       | 43.20       | 92.75       | 96.90       | 461.90      |
| 6                 | Rommel Pacheco     | MEX México               | 479.25     | 3          | 437.65      | 6           | 83.30       | 63.00       | 73.10       | 79.20       | 33.25       | 96.90       | 428.75      |
| 7                 | Martin Wolfram     | GER Alemanha             | 444.50     | 8          | 423.00      | 9           | 61.50       | 77.00       | 78.75       | 69.70       | 68.40       | 71.40       | 426.75      |
| 8                 | Anton Down-Jenkins | NZL Nova Zelândia        | 394.45     | 16         | 424.20      | 8           | 67.50       | 67.50       | 70.50       | 74.40       | 66.00       | 69.70       | 415.60      |
| 9                 | James Heatly       | GBR Grã-Bretanha         | 458.40     | 4          | 454.85      | 4           | 58.50       | 71.40       | 73.50       | 57.75       | 85.50       | 64.35       | 411.00      |
| 10                | Andrew Capobianco  | USA Estados Unidos       | 385.50     | 17         | 419.60      | 10          | 76.50       | 84.00       | 42.00       | 48.60       | 76.50       | 74.10       | 401.70      |
| 11                | Mohab El-Kordy     | EGY Egito                | 422.75     | 12         | 408.85      | 11          | 72.00       | 39.10       | 76.50       | 69.30       | 50.75       | 85.50       | 393.15      |
| 12                | Ken Terauchi       | JPN Japão                | 430.20     | 10         | 424.50      | 7           | 67.50       | 63.00       | 29.70       | 69.00       | 56.10       | 74.40       | 359.70      |
| 13                | Jonathan Ruvalcaba | DOM República Dominicana | 383.05     | 18         | 398.65      | 13          | Não avançou | Não avançou | Não avançou | Não avançou | Não avançou | Não avançou | Não avançou |
| 14                | Osmar Olvera       | MEX México               | 442.45     | 9          | 384.80      | 14          | Não avançou | Não avançou | Não avançou | Não avançou | Não avançou | Não avançou | Não avançou |
| 15                | Yona Knight-Wisdom | JAM Jamaica              | 411.65     | 13         | 362.95      | 15          | Não avançou | Não avançou | Não avançou | Não avançou | Não avançou | Não avançou | Não avançou |
| 16                | Alexis Jandard     | FRA França               | 423.60     | 11         | 357.85      | 16          | Não avançou | Não avançou | Não avançou | Não avançou | Não avançou | Não avançou | Não avançou |
| 17                | Daniel Restrepo    | COL Colômbia             | 411.50     | 14         | 329.30      | 17          | Não avançou | Não avançou | Não avançou | Não avançou | Não avançou | Não avançou | Não avançou |
| 18                | Sebastián Morales  | COL Colômbia             | 400.85     | 15         | 324.95      | 18          | Não avançou | Não avançou | Não avançou | Não avançou | Não avançou | Não avançou | Não avançou |
| 19                | Nicolás García     | ESP Espanha              | 382.60     | 19         | Não avançou | Não avançou | Não avançou | Não avançou | Não avançou | Não avançou | Não avançou | Não avançou | Não avançou |
| 20                | Lorenzo Marsaglia  | ITA Itália               | 369.60     | 20         | Não avançou | Não avançou | Não avançou | Não avançou | Não avançou | Não avançou | Não avançou | Não avançou | Não avançou |
| 21                | Patrick Hausding   | GER Alemanha             | 364.05     | 21         | Não avançou | Não avançou | Não avançou | Não avançou | Não avançou | Não avançou | Não avançou | Não avançou | Não avançou |
| 22                | Oleh Kolodiy       | UKR Ucrânia              | 351.25     | 22         | Não avançou | Não avançou | Não avançou | Não avançou | Não avançou | Não avançou | Não avançou | Não avançou | Não avançou |
| 23                | Tyler Downs        | USA Estados Unidos       | 348.70     | 23         | Não avançou | Não avançou | Não avançou | Não avançou | Não avançou | Não avançou | Não avançou | Não avançou | Não avançou |
| 24                | Nikita Shleikher   | ROC                      | 339.70     | 24         | Não avançou | Não avançou | Não avançou | Não avançou | Não avançou | Não avançou | Não avançou | Não avançou | Não avançou |
| 25                | Oliver Dingley     | IRL Irlanda              | 335.00     | 25         | Não avançou | Não avançou | Não avançou | Não avançou | Não avançou | Não avançou | Não avançou | Não avançou | Não avançou |
| 26                | Alberto Arévalo    | ESP Espanha              | 322.85     | 26         | Não avançou | Não avançou | Não avançou | Não avançou | Não avançou | Não avançou | Não avançou | Não avançou | Não avançou |
| 27                | Li Shixin          | AUS Austrália            | 320.35     | 27         | Não avançou | Não avançou | Não avançou | Não avançou | Não avançou | Não avançou | Não avançou | Não avançou | Não avançou |
| 28                | Kim Yeong-nam      | KOR Coreia do Sul        | 286.80     | 28         | Não avançou | Não avançou | Não avançou | Não avançou | Não avançou | Não avançou | Não avançou | Não avançou | Não avançou |
| 29                | Cédric Fofana      | CAN Canadá               | 225.35     | 29         | Não avançou | Não avançou | Não avançou | Não avançou | Não avançou | Não avançou | Não avançou | Não avançou | Não avançou |